# Cebú
Cebú este un oraș situat în Insula Cebú, aflată în centrul Republicii Filipine. Este capitala Provinciei Cebú, în care se află Insula Mactán, în care exploratorul portughez în serviciul Spaniei, Ferdinand Magellan, a fost omorât de băștinași 1521. Aici se află Prima Cruce Creștină (pusă chiar de Magellan în 1521) adusă din Mactán în interiorul Basilicăi Santo Domingo din centrul orașului Cebú.
Insula Cebú este cea mai dezvoltată insulă din regiune din punct de vedere economic și tehnologic. În 2000, populația constituia 3.356.137 de locuitori. Este singura insulă din Filipine unde rata atentatelor teroriste este sub media națională.
Cea mai vorbită limbă este cebuană. Majoritatea populației cunoaște limba engleză.